# ファンク
ファンク（funk）は、音楽ジャンルの1つであり、アフリカ系アメリカ人（黒人）起源のブラック・ミュージックのジャンルである。

## 概要
ファンキーとファンクの違いは、ファンキーがアメリカ南部の田舎を連想させるのに対し、ファンクは都会的な印象を与える点に特徴がある。ファンキーは、60年代にファンクが誕生する以前の50年代に、すでにファンキー・ジャズ（ソウル・ジャズ）に対して使われていた。ファンク、R&Bなどの音楽用語は、黒人生活全般を指す面があった。英和辞典的な解釈では、”ジャズをベースにしたビートの強い音楽”という訳語もある。体臭やセックスの匂いを、ファンキー・スメルと呼ぶ場合があり、「ファンク」という言葉は感覚的な言葉であり、明確に日本語に訳すことは難しい。

## 詳細
ファンクは1960年代（1964年ごろ）にジェームス・ブラウンの曲「アウト・オブ・サイト」が契機となり、原型が形成された。ジェームス・ブラウンのファンクは、西アフリカのポリリズムと、戦前アメリカのアフロアメリカンによるワーク・ソングからの影響が指摘されている。その後、ベーシストのブーツィー・コリンズが、ジョージ・クリントンによりPファンクに招かれ、Pファンク黄金時代を築き上げた(Pファンクを参照)。一方、1970年代初頭サンフランシスコから、白人・黒人混成バンドスライ&ザ・ファミリー・ストーンが登場し、彼らのロック的要素を取り入れたファンクが、白人にも受け入れられるようになった
。また、ファンクはラテンとも融合し、ウォーの曲「シスコ・キッド」(1972年)のようなラテン・ファンクがうまれた。ファンクはアフリカへも紹介され、ファンクにアフリカのリズムも融合したアフロビートへ繋がり、フェラ・クティやマヌ・ディバンゴらにより発展していった。
ファンクは1970年代前半にはポップ・チャート、ソウル・チャートともにヒットが相次いだ。だが、1970年代後半には、ディスコ・ブームにより、ファンクは一時的に後退期を迎える。1980年代前半でもソウル・チャートでは人気だったが、1980年代後半にはニュー・ジャック・スウィングやグラウンド・ビート、ハウスなどの台頭により、ファンクは勢いを失っていった。

## 歴史
1960年代前半にジェームス・ブラウンが「アウト・オブ・サイト」を発表した後、ブルース・ミュージシャンがいち早く反応し、ローウェル・フルソンの曲「トランプ」に象徴される「ファンク・ブルース」が生まれた。1960年代末から1970年代初頭にはスライ&ザ・ファミリー・ストーンが、白人向けのポップなサイケデリック・ロックとウッドストックへの出演後、1970年にファンク・ナンバーの「サンキュー」をヒットさせた。さらに1970年代には、ジョージ・クリントンがPファンク（パーラメント - ファンカデリック）として活動し、黒人層を中心に支持された。その他の1970年代ファンクの代表的アーティストとしては、ブーツィー・コリンズ（Pファンク）、クール・アンド・ザ・ギャング、オハイオ・プレイヤーズ、BTエクスプレス、ジミー・キャスター・バンチ、ジョー・テックス、ブリック、グラハム・セントラル・ステーション、アース・ウィンド・アンド・ファイアー、スレイブ、ファットバック、ヴァーノン・バーチ、コモドアーズ（デビュー時）などが挙げられる。
1980年代に入るとザップとロジャー・トラウトマン、プリンス、リック・ジェームスがファンク界を牽引する存在となった。他にもバーケイズ、カメオ、コン・ファンク・シャン、ワン・ウェイ、レイクサイド、ダズ・バンド、ギャップ・バンド、オーラらのファンク・アーティストが、ソウル・チャートを中心に人気となった。だが、1980年代後半から1990年代、2000年代とファンクは不振だった。2010年代の前半まではファンクは消滅したような状態だったが、2010年代の後半に入ってマーク・ロンソン、ブルーノ・マーズらが1980年代風のファンク曲をヒットさせ、話題となった。
ファンクはジャズ・シーンにも大きな影響を与え、マイルス・デイヴィスやハービー・ハンコック、ジミー・スミス、オーネット・コールマン（フリー・ファンク）、ヘッドハンターズなどがファンクを取り入れ、彼らのサウンドはジャズ・ファンクと呼ばれた。80年代後半には、レア・グルーヴのブームも発生した。

## ファンク・ロック
ファンクとロックを融合した音楽を、ファンク・ロックにジャンル分けする場合がある。黒人が演奏した場合は、ブラック・ロックとも呼ばれる。フリーの「ザ・スティーラー」、デヴィッド・ボウイの「フェイム」（1975年）、ローリング・ストーンズの「ホット・スタッフ」（1975年）、エアロスミスの「ラスト・チャイルド」（1976年）、INXSの「ニード・ユー・トゥナイト」（1988年）などは、ファンクのリズムを持ったロック曲である。主なアーティストとしては、1970年代にはリック・デリンジャー、レッドボーン、ファンカデリック、マザーズ・ファイネスト、初期のバーケイズ、ワイルド・チェリーらがいた。1980年代はINXS、ファイン・ヤング・カニバルズ、レッド・ホット・チリ・ペッパーズ、フィッシュ・ボーン、後期のカメオらが、1990年代にはキザイア・ジョーンズ、スティーヴィー・サラス、シールらが活動した。

## 主なファンク・アーティスト

### 世界（アルファベット順）
- アトランティック・スター[23]
- アヴェレイジ・ホワイト・バンド[注 18]
- オーラ[注 19]
- バーケイズ [注 20]
- ブラック・ヒート[注 21]
- ブーツィー・コリンズ [24]
- ブーツィーズ・ラバー・バンド [注 22]
- ボハノン[25]
- ブラス・コンストラクション[26]
- ブリック（英語版）[注 23]
- ブライズ・オブ・ファンケンシュタイン（英語版）[注 24]
- ブルーノ・マーズ[注 25]
- BTエクスプレス[注 26]
- キャメオ[注 27]
- チャス・ジャンケル[注 28]
- シック[27]
- コモドアーズ[注 29]
- コン・ファンク・シャン[28]
- カーティス・メイフィールド[注 30]
- デニス・コフィー[注 31]
- ダズ・バンド[注 32]
- デイトン[注 33]
- Dトレイン
- アース・ウィンド・アンド・ファイアー
- E.U.[注 34]
- イヴリン・キング（イヴリン・シャンペン・キング）
- ファミリー[注 35]
- ファットバック（ファットバック・バンド）
- ファンカデリック
- ギャップ・バンド[注 36]
- グラハム・セントラル・ステーション
- ハービー・マン[注 37]
- イアン・デューリー&ザ・ブロックヘッズ[29]
- アイザック・ヘイズ
- アイズレー・ブラザーズ
- ジェームス・ブラウン
- ジェシー・ジョンソンズ・レビュー[注 38]
- ジョニー・“ギター”・ワトソン[注 39]
- ジミー・キャスター・バンチ [注 40]
- ジョー・テックス[注 41]
- ケイ・ジーズ[30]
- クール&ザ・ギャング
- ラロ・シフリン
- レイクサイド
- ラリー・グレアム
- リー・ドーシー
- リン・コリンズ[注 42]
- マーク・モリソン[注 43]
- マーク・ロンソン
- メイシオ・パーカー
- ミーターズ
- ミッドナイト・スター
- エムトゥーメイ
- オハイオ・プレイヤーズ
- ワンウェイ[注 44]
- パーラメント
- プリンス
- レイディオ[注 45]
- ロジャー・トラウトマン
- リック・ジェームス
- スレイブ
- スライ&ザ・ファミリー・ストーン
- スカイ（英語版）[31]
- サン[注 46]
- タワー・オブ・パワー
- テンプテーションズ
- トラブル・ファンク[注 47]
- ウォー
- ザップ

### 日本（五十音順）
- 大橋純子
- 岡村靖幸
- オーサカ=モノレール
- グッチ裕三
- 久保田利伸
- コダマセントラルステーション
- 在日ファンク
- じゃがたら
- スクービードゥー
- 鈴木雅之
- スーパー・バター・ドッグ
- ダンス☆マン（DANCE☆MAN）
- 土屋昌巳
- 堂本剛
- バブルガムブラザーズ
- 左とん平（曲「ヘイ・ユウ・ブルース」）
- フィロソフィーのダンス
- ブラザー・トム（小柳トム）
- 星勝
- BORO
- ミス花子（曲「河内のおっさんの唄」）
- mimi（宮本典子）
- 美乃家セントラル・ステイション
- 安田明&ビート・フォーク[注 48]
- ラッツ＆スター
- WODDYFUNK（ウッディファンク）[注 49]
- REALBLOOD（ブラザー・トムのグループ）